# O Nascimento da Clínica
O Nascimento da Clínica: Uma Arqueologia do Olhar Médico (em francês: Naissance de la clinique: une archéologie du regard médical), de Michel Foucault, apresenta o desenvolvimento da clínica, o hospital de ensino, como instituição médica, identifica e descreve o conceito de "olhar médico" (le regard médical), e a reorganização epistêmica das estruturas de pesquisa da medicina na produção do conhecimento médico no final do século XVIII. Embora originalmente limitado aos discursos acadêmicos do pós-modernismo e pós-estruturalismo, o termo "olhar médico" é utilizado na pós-graduação em medicina e serviço social.

## O olhar médico
Na genealogia da medicina — conhecimento sobre o corpo humano — o termo "olhar médico" (Le regard médical) identifica a prática do médico de objetificar o corpo do paciente, separando-o de sua identidade pessoal. No tratamento de doenças, as estruturas intelectuais e materiais da clínica, o hospital de ensino, possibilitaram a inspeção, exame e análise do corpo humano, mas a clínica também fazia parte dos interesses socioeconômicos do poder. Portanto, quando o corpo do paciente entrava no campo da medicina, também entrava no campo do poder, onde o paciente podia ser manipulado pela autoridade profissional do olhar médico.
No século XVIII, quando as revoluções Francesa (1789–1799) e Americana (1775–1783) inauguraram a era Moderna, esses eventos também estabeleceram uma meta-narrativa do discurso científico que apresentava os cientistas como sábios — especificamente, os médicos — que aboliriam a doença e resolveriam os problemas da humanidade. Por essa percepção cultural, a sociedade do século XIX substituiu o clero medieval cientificamente desacreditado pelos médicos. O mito da sagacidade médica era parte integrante do discurso meta-narrativo do Humanismo e do Iluminismo (séculos XVII–XVIII) — um período histórico em que as pessoas acreditavam que o corpo humano era a pessoa.  Esse reducionismo biológico conferia poder de autoridade aos médicos quando aplicavam seu olhar médico ao corpo do paciente, uma interação que permitia uma compreensão médica sem precedentes do paciente e da doença. Por sua vez, a percepção cultural do olhar médico era a capacidade quase mística do médico de descobrir a verdade oculta.

## A mudança epistêmica
A tese de Foucault sobre o nascimento da clínica (hospital de ensino) contradiz as histórias da medicina que apresentam o final do século XVIII como o início de um novo sistema empírico “baseado na redescoberta dos valores absolutos da realidade material visível”.  O nascimento da medicina moderna não foi um movimento de senso comum em direção a ver o que já existia, mas na verdade foi uma mudança de paradigma nas estruturas intelectuais para a produção de conhecimento, o que fez da medicina clínica uma nova maneira de pensar sobre o corpo e a doença, enfermidades e medicina:
A clínica — constantemente elogiada pelo seu empirismo, pela modéstia da sua atenção e pelo cuidado com que silenciosamente deixa as coisas emergirem ao olhar observador [médico] sem as perturbar com o discurso — deve a sua real importância ao facto de ser uma reorganização em profundidade, não só do discurso médico, mas da própria possibilidade de um discurso sobre a doença. 

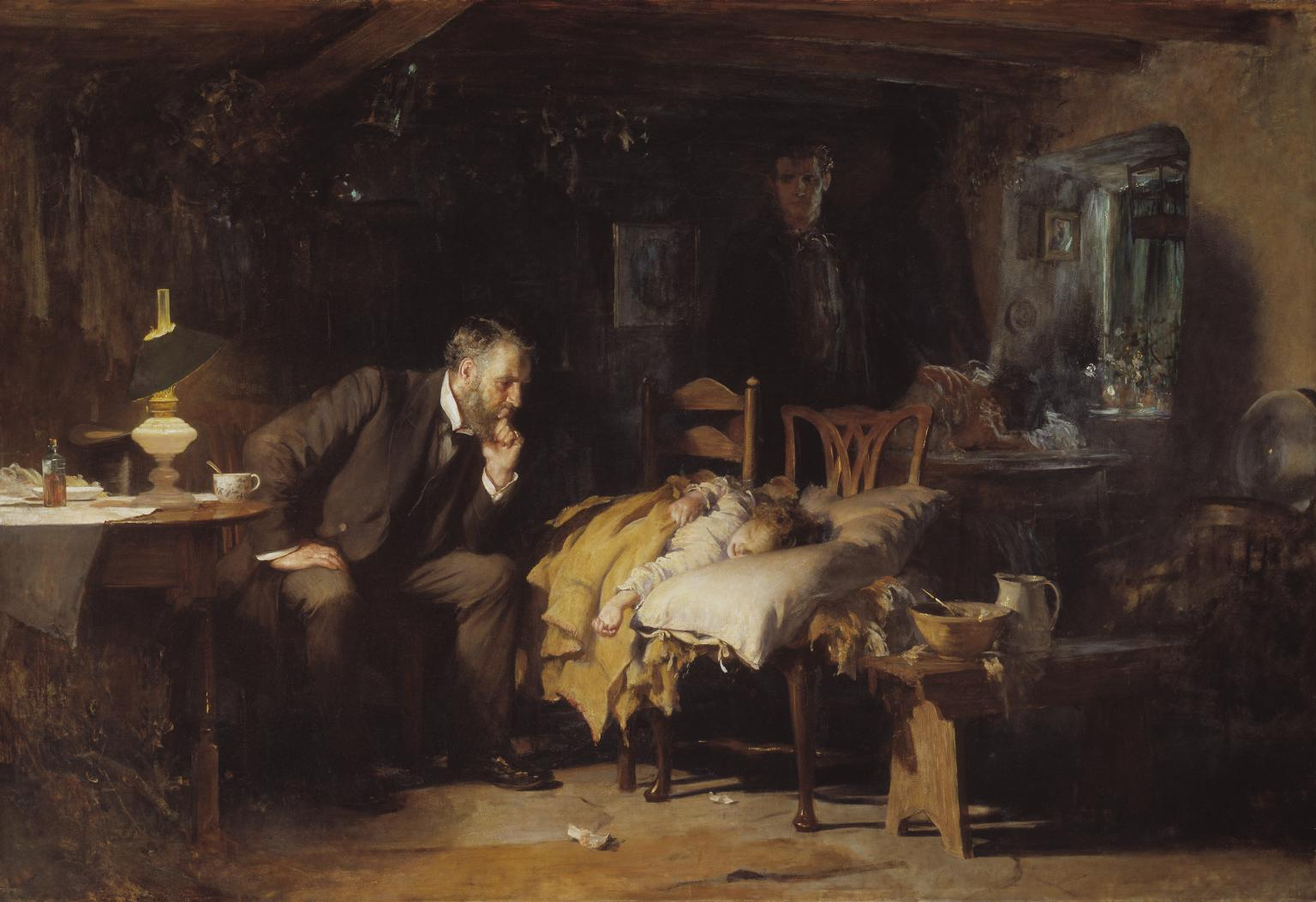
O Doutor por Sir Luke Fildes (1891)

Nessa perspectiva, o empirismo dos séculos XVIII e XIX não foi um ato imparcial de observar, observar e relatar a doença apresentada diante dos olhos do médico. A relação entre médico e paciente (sujeito e objeto) não é sobre aquele que sabe e aquele que conta, porque as interações médico-paciente não são “fenomenologias irracionais” que existiam antes de sua consulta (discurso médico) como paciente e médico.  A medicina clínica surgiu como parte da estrutura intelectual que define e organiza a medicina como “o domínio da sua experiência e a estrutura da sua racionalidade” como um campo de conhecimento. 
Essa mudança epistêmica permitiu uma nova maneira de pensar que substituiu antigos conceitos científicos por novos conceitos científicos. Em As Palavras e as Coisas: Uma Arqueologia das Ciências Humanas (1966), Foucault mostrou como a história substituiu a taxonomia, o conhecimento sistemático substituiu coleções de dados. O hospital universitário, la clinique, foi estabelecido com base na nova prática médica de observação verificável, que é cientificamente mais precisa do que a antiga prática médica baseada em interpretações religiosas da doença.
No século XVIII, a autoridade profissional do médico baseava-se no seu domínio do conhecimento médico organizado da sua época; no século XIX, a autoridade de um médico derivava do seu domínio da nova e verificável medicina clínica. Um médico do século XVIII examinaria um órgão doente assim como um médico do século XIX, porém, devido às diferentes culturas médicas, esses médicos chegariam a conclusões diferentes sobre a causa e o tratamento da doença. Apesar das diferenças perceptivas de diagnóstico, cada relatório médico seria "verdadeiro", porque cada médico diagnosticava de acordo com uma forma de pensar geralmente aceita (uma episteme ), na qual suas respectivas formas de conhecimento médico organizado eram consideradas factuais. Assim, apesar de as suas investigações médicas terem ocorrido com trinta anos de diferença, o pai da patologia anatómica, Giovanni Battista Morgagni (1682–1771), e o pai da histologia, Xavier Bichat (1771–1802), não praticaram a mesma anatomia humana. 